# 2006 au Maroc
Chronologie du Maroc
- 2002
- 2003
- 2004
- 2005
- 2006
- 2007
- 2008
- 2009
- 2010

Cet article présente les faits marquants de l'année 2006 au Maroc ou relatifs au Maroc.

## Événements
- 26 mai 2006 : série d'inondations dans différentes villes du royaume[1].
- 28 octobre 2006 : Congrès national constitutif du Parti socialiste[2].